# トム・ブラウン (トランペット奏者)
トム・ブラウン（Tom Browne、1954年10月30日 - ）は、アメリカのジャズ・トランペット奏者。ソニー・フォーチュンとの共演で有名になり、『ビルボード』誌のR&Bチャートで1位となったシングル「ファンキン・フォー・ジャマイカ」と、R&B4位となったシングル「Thighs High (Grip Your Hips and Move)」で、1980年と1981年に大ヒットを記録した。

## ディスコグラフィ

### スタジオ・アルバム
- 『ブラウン・シュガー』 - Browne Sugar (1979年、Arista/GRP)
- 『ラヴ・アプローチ』 - Love Approach (1980年、Arista/GRP)
- 『N.Y.通信』 - Yours Truly (1981年、Arista/GRP)
- 『マジック』 - Magic (1981年、Arista/GRP)
- Special Edition with Sid McCoy (1982年、Westwood One)
- 『ロッキン・レディオ』 - Rockin' Radio (1983年、Arista)
- 『トミー・ガン』 - Tommy Gun (1984年、Arista)
- No Longer I (1988年、Malaco)
- 『モー・ジャマイカ・ファンク』 - Mo' Jamaica Funk (1994年、Hip Bop)
- 『アナザー・シェイド・オブ・ブラウン』 - Another Shade of Browne (1996年、Hip Bop)
- 『アール・アンド・ブラウン』 - R 'n' Browne (1999年、Hip Bop)
- 『ワッツアップ』 - S' Up (2010年、Cheetah)

### コンピレーション・アルバム
- 『ムーン・ライズ』 - Moon Rise (1983年、Arista)
- 『愛の予感』 - Feel Like Making Love (1987年、Arista)
- 『ファンキン・フォー・ジャマイカ〜ベスト・オブ・トム・ブラウン』 - The Best Of Tom Browne (1990年、Arista)
- Funkin' For Jamaica (1998年、Camden)
- The Collection (2002年、Hip Bop)
- Brother, Brother (The GRP/Arista Anthology) (2017年、SoulMusic)

### シングル
- 「ファンキン・フォー・ジャマイカ」 - "Funkin' for Jamaica (N.Y.)" (1980年)
- "Thighs High (Grip Your Hips and Move)" (1980年)
- "Let's Dance" (1981年)
- "Fungi Mama" (1981年)
- "Bye Gones" (1982年)
- "Rockin' Radio" (1983年)
- "Cruisin'" (1984年)
- "Secret Fantasy" (1984年)
- "Funkin' for Jamaica (Remix)" (1992年)